# Lista monumentelor istorice din județul Iași - S

Simbol pentru monumentele istorice

Lista monumentelor istorice din județul Iași - S cuprinde monumentele istorice înscrise în Patrimoniul cultural național al României și aflate în localități ce încep cu litera S din județul Iași. 
Lista completă este menținută și actualizată periodic de către Ministerul Culturii, Cultelor și Patrimoniului Național din România, prin intermediul Institutului Național al Patrimoniului, ultima versiune datând din 2015. Această listă cuprinde și actualizările ulterioare, realizate prin ordin al ministrului culturii.
Puteți căuta un monument din județul Iași folosind formularul de mai jos sau puteți naviga prin toate monumentele din județ la lista monumentelor istorice din județul Iași.
| Cod LMI                              | Denumire                                                               | Localitate                                          | Localizare                                                                                                 | Datare, Creatori                             | Imagine               | Erori             |
| ------------------------------------ | ---------------------------------------------------------------------- | --------------------------------------------------- | --- | -------------------------------------------- | --------------------- | ----------------- |
| IS-I-s-B-03652 (RAN: 95916.01)       | Situl arheologic de la Satu Nou, punct „Promoroace - Gârla lui Chifor” | sat Satu Nou; comuna Șcheia                         | „Promoroace - Gârla lui Chifor”, la 200 m VSV de sat, pe terasa inferioară a pârâului Stavnic              |                                              | Încarcă foto \| video | Raportează eroare |
| IS-I-m-B-03652.01 (RAN: 95916.01.03) | Așezare                                                                | sat Satu Nou; comuna Șcheia                         | „Promoroace - Gârla lui Chifor”, la 200 m VSV de sat, pe terasa inferioară a pârâului Stavnic              | sec. XVI - XVII, Epoca medievală             | Încarcă foto \| video | Raportează eroare |
| IS-I-m-B-03652.02 (RAN: 95916.01.02) | Așezare                                                                | sat Satu Nou; comuna Șcheia                         | „Promoroace - Gârla lui Chifor”, la 200 m VSV de sat, pe terasa inferioară a pârâului Stavnic              | sec. XI – XII, Epoca medieval timpurie       | Încarcă foto \| video | Raportează eroare |
| IS-I-m-B-03652.03 (RAN: 95916.01.01) | Așezarea de la „Promoroace - Gârla lui Chifor”                         | sat Satu Nou; comuna Șcheia                         | „Promoroace - Gârla lui Chifor”, la 200 m VSV de sat, pe terasa inferioară a pârâului Stavnic              | sec. II – III p. Chr., Epoca romană          | Încarcă foto \| video | Raportează eroare |
| IS-I-s-B-03653 (RAN: 98890.02)       | Situl arheologic de la Satu Nou, punct „Promoroace - Nord”             | sat Satu Nou; comuna Șcheia                         | „Promoroace - Nord”, la marginea de NV a satului, pe un promontoriu de pe malul drept al Gârlei lui Ciuruc |                                              | Încarcă foto \| video | Raportează eroare |
| IS-I-m-B-03653.01 (RAN: 98890.02.05) | Așezare                                                                | sat Satu Nou; comuna Șcheia                         | „Promoroace - Nord”, la marginea de NV a satului, pe un promontoriu de pe malul drept al Gârlei lui Ciuruc | sec. XVI - XVII, Epoca medievală             | Încarcă foto \| video | Raportează eroare |
| IS-I-m-B-03653.02 (RAN: 98890.02.04) | Așezare                                                                | sat Satu Nou; comuna Șcheia                         | „Promoroace - Nord”, la marginea de NV a satului, pe un promontoriu de pe malul drept al Gârlei lui Ciuruc | sec. VIII – X, Epoca medieval timpurie       | Încarcă foto \| video | Raportează eroare |
| IS-I-m-B-03653.03 (RAN: 98890.02.03) | Așezare                                                                | sat Satu Nou; comuna Șcheia                         | „Promoroace - Nord”, la marginea de NV a satului, pe un promontoriu de pe malul drept al Gârlei lui Ciuruc | sec. II - III p. Chr.                        | Încarcă foto \| video | Raportează eroare |
| IS-I-m-B-03653.04 (RAN: 98890.02.02) | Așezare                                                                | sat Satu Nou; comuna Șcheia                         | „Promoroace - Nord”, la marginea de NV a satului, pe un promontoriu de pe malul drept al Gârlei lui Ciuruc | Eneolitic, cultura Cucuteni, faza AB         | Încarcă foto \| video | Raportează eroare |
| IS-I-m-B-03653.05 (RAN: 98890.02.01) | Așezare                                                                | sat Satu Nou; comuna Șcheia                         | „Promoroace - Nord”, la marginea de NV a satului, pe un promontoriu de pe malul drept al Gârlei lui Ciuruc | Eneolitic, cultura Cucuteni, faza A          | Încarcă foto \| video | Raportează eroare |
| IS-I-s-B-03654 (RAN: 95916.03)       | Situl arheologic de la „Șesul lui Ștefan”                              | sat Satu Nou; comuna Șcheia                         | „Șesul lui Ștefan”, la marginea de SE a satului                                                            |                                              | Încarcă foto \| video | Raportează eroare |
| IS-I-m-B-03654.01 (RAN: 95916.03.07) | Așezare                                                                | sat Satu Nou; comuna Șcheia                         | „Șesul lui Ștefan”, la marginea de SE a satului                                                            | sec. XVI - XVII, Epoca medievală             | Încarcă foto \| video | Raportează eroare |
| IS-I-m-B-03654.02 (RAN: 95916.03.06) | Așezare                                                                | sat Satu Nou; comuna Șcheia                         | „Șesul lui Ștefan”, la marginea de SE a satului                                                            | sec. V – VI, Epoca migrațiilor               | Încarcă foto \| video | Raportează eroare |
| IS-I-m-B-03654.03 (RAN: 95916.03.05) | Așezare                                                                | sat Satu Nou; comuna Șcheia                         | „Șesul lui Ștefan”, la marginea de SE a satului                                                            | sec. IV p.Chr, Epoca daco-romană             | Încarcă foto \| video | Raportează eroare |
| IS-I-m-B-03654.04 (RAN: 95916.03.04) | Așezare                                                                | sat Satu Nou; comuna Șcheia                         | „Șesul lui Ștefan”, la marginea de SE a satului                                                            | sec. II – III p. Chr., Epoca romană          | Încarcă foto \| video | Raportează eroare |
| IS-I-m-B-03654.05 (RAN: 95916.03.02) | Așezare                                                                | sat Satu Nou; comuna Șcheia                         | „Șesul lui Ștefan”, la marginea de SE a satului                                                            | Epoca bronzului târziu, cultura Noua         | Încarcă foto \| video | Raportează eroare |
| IS-I-m-B-03654.06 (RAN: 95916.03.01) | Așezare                                                                | sat Satu Nou; comuna Șcheia                         | „Șesul lui Ștefan”, la marginea de SE a satului                                                            | Eneolitic final, cultura mormintelor cu ocru | Încarcă foto \| video | Raportează eroare |
| IS-I-s-B-03655 (RAN: 96708.01)       | Situl arheologic de la Săcărești, punct „Laiu”                         | sat Săcărești; comuna Cucuteni                      | „Laiu”, la cca. 600 m NNV de sat, pe platoul de pe malul stâng al Văii lui Mihai                           |                                              | Încarcă foto \| video | Raportează eroare |
| IS-I-m-B-03655.01 (RAN: 96708.01.04) | Așezare                                                                | sat Săcărești; comuna Cucuteni                      | „Laiu”, la cca. 600 m NNV de sat, pe platoul de pe malul stâng al Văii lui Mihai                           | sec. XV, Epoca medievală                     | Încarcă foto \| video | Raportează eroare |
| IS-I-m-B-03655.02 (RAN: 96708.01.03) | Așezare                                                                | sat Săcărești; comuna Cucuteni                      | „Laiu”, la cca. 600 m NNV de sat, pe platoul de pe malul stâng al Văii lui Mihai                           | sec. XI – XII, Epoca medieval timpurie       | Încarcă foto \| video | Raportează eroare |
| IS-I-m-B-03655.03 (RAN: 96708.01.02) | Așezare                                                                | sat Săcărești; comuna Cucuteni                      | „Laiu”, la cca. 600 m NNV de sat, pe platoul de pe malul stâng al Văii lui Mihai                           | sec. II – III p. Chr.                        | Încarcă foto \| video | Raportează eroare |
| IS-I-m-B-03655.04 (RAN: 96708.01.01) | Așezare                                                                | sat Săcărești; comuna Cucuteni                      | „Laiu”, la cca. 600 m NNV de sat, pe platoul de pe malul stâng al Văii lui Mihai                           | Hallstatt târziu                             | Încarcă foto \| video | Raportează eroare |
| IS-I-s-B-03656 (RAN: 95854.01)       | Situl arheologic de la Sârca                                           | sat Sârca; comuna Bălțați                           | În vatra satului                                                                                           |                                              | Încarcă foto \| video | Raportează eroare |
| IS-I-m-B-03656.01 (RAN: 95854.01.02) | Așezare                                                                | sat Sârca; comuna Bălțați                           | În vatra satului                                                                                           | sec. XVI - XVII, Epoca medievală             | Încarcă foto \| video | Raportează eroare |
| IS-I-m-B-03656.02 (RAN: 95854.01.01) | Așezare                                                                | sat Sârca; comuna Bălțați                           | În vatra satului                                                                                           | Latène                                       | Încarcă foto \| video | Raportează eroare |
| IS-I-s-B-03657 (RAN: 99110.01)       | Situl arheologic de la Sirețel, punct „Bulgărie” (Grădina CAP")        | sat Sirețel; comuna Sirețel                         | „Bulgărie” („Grădina CAP”), în vatra satului, la 50 m V de iazul Stuhărie                                  |                                              | Încarcă foto \| video | Raportează eroare |
| IS-I-m-B-03657.01 (RAN: 99110.01.01) | Vatra medievală a satului Sirețel                                      | sat Sirețel; comuna Sirețel                         | „Bulgărie” („Grădina CAP”), în vatra satului, la 50 m V de iazul Stuhărie                                  | sec. XIV - XV, XVI – XVII, Epoca medievală   | Încarcă foto \| video | Raportează eroare |
| IS-I-m-B-03657.02 (RAN: 99110.01.02) | Necropolă                                                              | sat Sirețel; comuna Sirețel                         | „Bulgărie” („Grădina CAP”), în vatra satului, la 50 m V de iazul Stuhărie                                  | sec. XIV - XV, XVI – XVII, Epoca medievală   | Încarcă foto \| video | Raportează eroare |
| IS-I-m-B-03657.03 (RAN: 99110.01.03) | Așezare                                                                | sat Sirețel; comuna Sirețel                         | „Bulgărie” („Grădina CAP”), în vatra satului, la 50 m V de iazul Stuhărie                                  | sec. IV p.Chr, Epoca daco-romană             | Încarcă foto \| video | Raportează eroare |
| IS-I-s-B-03658 (RAN: 99110.02)       | Situl arheologic de la Sirețel, punct „Săraturi”                       | sat Sirețel; comuna Sirețel                         | „Săraturi”, la cca. 1,5 km SSE de biserica satului și cca. 500 m SE de margine                             |                                              | Încarcă foto \| video | Raportează eroare |
| IS-I-m-B-03658.01 (RAN: 99110.02.02) | Așezare                                                                | sat Sirețel; comuna Sirețel                         | „Săraturi”, la cca. 1,5 km SSE de biserica satului și cca. 500 m SE de margine                             | sec. VIII - IX, Epoca medieval timpurie      | Încarcă foto \| video | Raportează eroare |
| IS-I-m-B-03658.02 (RAN: 99110.02.01) | Așezare                                                                | sat Sirețel; comuna Sirețel                         | „Săraturi”, la cca. 1,5 km SSE de biserica satului și cca. 500 m SE de margine                             | sec. III - II a. Chr., Latène                | Încarcă foto \| video | Raportează eroare |
| IS-I-s-B-03659 (RAN: 98907.01)       | Situl arheologic de la Slobozia, punct „La Șanțuri”                    | sat Slobozia; comuna Sirețel                        | „La Șanțuri”, pe Dealul Podul de Lut, la cca. 1,5 km E de sat, cu extindere în comuna Todirești            |                                              | Încarcă foto \| video | Raportează eroare |
| IS-I-m-B-03659.01 (RAN: 98907.01.01) | Cetate                                                                 | sat Slobozia; comuna Sirețel                        | „La Șanțuri”, pe Dealul Podul de Lut, la cca. 1,5 km E de sat, cu extindere în comuna Todirești            | Latène, cultura geto-dacică                  | Încarcă foto \| video | Raportează eroare |
| IS-I-m-B-03659.02                    | Așezare                                                                | sat Slobozia; comuna Sirețel                        | „La Șanțuri”, pe Dealul Podul de Lut, la cca. 1,5 km E de sat, cu extindere în comuna Todirești            | Eneolitic, cultura Cucuteni                  | Încarcă foto \| video | Raportează eroare |
| IS-I-m-B-03659.03 (RAN: 98907.01.03) | Așezare                                                                | sat Slobozia; comuna Sirețel                        | „La Șanțuri”, pe Dealul Podul de Lut, la cca. 1,5 km E de sat, cu extindere în comuna Todirești            | Paleolitic superior, gravettian              | Încarcă foto \| video | Raportează eroare |
| IS-I-s-B-03660 (RAN: 97036.01)       | Situl arheologic de la Spinoasa, punct „Poala Catargului”              | sat Spinoasa; comuna Erbiceni                       | „Poala Catargului” („Coasta Budei”), la cca. 1,4 km SV de sat, pe malul drept al râului Bahlui             |                                              | Încarcă foto \| video | Raportează eroare |
| IS-I-m-B-03660.01 (RAN: 97036.01.09) | Așezare                                                                | sat Spinoasa; comuna Erbiceni                       | „Poala Catargului” („Coasta Budei”), la cca. 1,4 km SV de sat, pe malul drept al râului Bahlui             | Epoca medieval timpurie                      | Încarcă foto \| video | Raportează eroare |
| IS-I-m-B-03660.02 (RAN: 97036.01.08) | Așezare                                                                | sat Spinoasa; comuna Erbiceni                       | „Poala Catargului” („Coasta Budei”), la cca. 1,4 km SV de sat, pe malul drept al râului Bahlui             | sec. IV p.Chr, Epoca daco-romană             | Încarcă foto \| video | Raportează eroare |
| IS-I-m-B-03660.03 (RAN: 97036.01.07) | Așezare                                                                | sat Spinoasa; comuna Erbiceni                       | „Poala Catargului” („Coasta Budei”), la cca. 1,4 km SV de sat, pe malul drept al râului Bahlui             | sec. II – III p. Chr., Epoca romană          | Încarcă foto \| video | Raportează eroare |
| IS-I-m-B-03660.04 (RAN: 97036.01.06) | Așezare                                                                | sat Spinoasa; comuna Erbiceni                       | „Poala Catargului” („Coasta Budei”), la cca. 1,4 km SV de sat, pe malul drept al râului Bahlui             | Latène, cultura geto-dacică                  | Încarcă foto \| video | Raportează eroare |
| IS-I-m-B-03660.05 (RAN: 97036.01.05) | Așezare                                                                | sat Spinoasa; comuna Erbiceni                       | „Poala Catargului” („Coasta Budei”), la cca. 1,4 km SV de sat, pe malul drept al râului Bahlui             | Hallstatt                                    | Încarcă foto \| video | Raportează eroare |
| IS-I-m-B-03660.06 (RAN: 97036.01.04) | Așezare                                                                | sat Spinoasa; comuna Erbiceni                       | „Poala Catargului” („Coasta Budei”), la cca. 1,4 km SV de sat, pe malul drept al râului Bahlui             | Epoca bronzului târziu, cultura Noua         | Încarcă foto \| video | Raportează eroare |
| IS-I-m-B-03660.07 (RAN: 97036.01.03) | Așezare                                                                | sat Spinoasa; comuna Erbiceni                       | „Poala Catargului” („Coasta Budei”), la cca. 1,4 km SV de sat, pe malul drept al râului Bahlui             | Eneolitic, cultura Cucuteni, faza B          | Încarcă foto \| video | Raportează eroare |
| IS-I-m-B-03660.08 (RAN: 97036.01.02) | Așezare                                                                | sat Spinoasa; comuna Erbiceni                       | „Poala Catargului” („Coasta Budei”), la cca. 1,4 km SV de sat, pe malul drept al râului Bahlui             | Eneolitic, cultura Cucuteni, faza A          | Încarcă foto \| video | Raportează eroare |
| IS-I-m-B-03660.09 (RAN: 97036.01.01) | Așezare                                                                | sat Spinoasa; comuna Erbiceni                       | „Poala Catargului” („Coasta Budei”), la cca. 1,4 km SV de sat, pe malul drept al râului Bahlui             | Paleolitic                                   | Încarcă foto \| video | Raportează eroare |
| IS-I-s-B-03661                       | Situl arheologic de la Stânca, punct „Șipoțel”                         | sat Stânca; comuna Victoria                         | „La Șipoțel”, la S de sat, pe stânga șoselei spre sat Vulturi, la cca. 150 m                               |                                              | Încarcă foto \| video | Raportează eroare |
| IS-I-m-B-03661.01 (RAN: 96414.01.02) | Așezare                                                                | sat Stânca; comuna Victoria                         | „La Șipoțel”, la S de sat, pe stânga șoselei spre sat Vulturi, la cca. 150 m                               | sec. IV p.Chr, Epoca daco-romană             | Încarcă foto \| video | Raportează eroare |
| IS-I-m-B-03661.02 (RAN: 96414.01.01) | Așezare                                                                | sat Stânca; comuna Victoria                         | „La Șipoțel”, la S de sat, pe stânga șoselei spre sat Vulturi, la cca. 150 m                               | sec. III - II a. Chr., Latène                | Încarcă foto \| video | Raportează eroare |
| IS-II-m-B-04240 (RAN: 98925.02)      | Biserica „Sf. Voievozi”                                                | sat Scânteia; comuna Scânteia                       | | sec. XVIII, refăcută sec. XVIII              | Alte imagini          | Raportează eroare |
| IS-II-m-B-04241                      | Biserica „Adormirea Maicii Domnului”                                   | sat Schitu Duca; comuna Schitu Duca                 | | 1830                                         |                       | Raportează eroare |
| IS-II-a-A-04242                      | Ansamblul „Schitul Hadâmbu (Dealu Mare)”                               | sat Schitu Hadâmbului; comuna Mironeasa             | 47.01108°N 27.42917°E                                                                                      | sec. XVII                                    | Alte imagini          | Raportează eroare |
| IS-II-m-A-04242.01                   | Biserica „Nașterea Maicii Domnului”                                    | sat Schitu Hadâmbului; comuna Mironeasa             | | 1659                                         |                       | Raportează eroare |
| IS-II-m-A-04242.02                   | Turn de intrare                                                        | sat Schitu Hadâmbului; comuna Mironeasa             | | sec. XVII                                    |                       | Raportează eroare |
| IS-II-m-A-04242.03                   | Zid de incintă                                                         | sat Schitu Hadâmbului; comuna Mironeasa             | | sec. XVII                                    |                       | Raportează eroare |
| IS-II-a-B-04243 (RAN: 100246.01)     | Ansamblul schitului Stavnic                                            | sat Schitu Stavnic; comuna Voinești                 | | înc. sec. XVIII                              | Alte imagini          | Raportează eroare |
| IS-II-m-B-04243.01                   | Biserica „Vovidenia”                                                   | sat Schitu Stavnic; comuna Voinești                 | | 1727                                         |                       | Raportează eroare |
| IS-II-m-B-04243.02                   | Clădiri anexe                                                          | sat Schitu Stavnic; comuna Voinești                 | | sec. XVIII                                   | Încarcă foto \| video | Raportează eroare |
| IS-II-m-B-04243.03                   | Zid de incintă                                                         | sat Schitu Stavnic; comuna Voinești                 | | înc. sec. XVIII                              | Încarcă foto \| video | Raportează eroare |
| IS-II-m-B-04244                      | Biserica „Sf. Nicolae”                                                 | sat Sculeni; comuna Victoria                        | | 1825                                         |                       | Raportează eroare |
| IS-II-m-B-04245                      | Biserica „Adormirea Maicii Domnului”                                   | sat Sinești; comuna Sinești                         | | 1820                                         | Încarcă foto \| video | Raportează eroare |
| IS-II-m-B-04246 (RAN: 99067.01)      | Biserica de lemn „Buna Vestire”                                        | sat Sinești; comuna Sinești                         | | 1717                                         | Încarcă foto \| video | Raportează eroare |
| IS-II-m-B-04102                      | Gara Bârnova                                                           | sat Slobozia; comuna Ciurea                         | | sf. sec. XIX                                 | Încarcă foto \| video | Raportează eroare |
| IS-II-m-B-04247 (RAN: 98907.02)      | Biserica „Sf. Nicolae”                                                 | sat Slobozia; comuna Schitu Duca                    | | 1721                                         | Încarcă foto \| video | Raportează eroare |
| IS-II-m-B-04248                      | Biserica „Sf. Ilie”                                                    | sat Soloneț; comuna Bivolari                        | | 1820                                         |                       | Raportează eroare |
| IS-II-m-B-04249 (RAN: 99174.02)      | Biserica de lemn „Nașterea Maicii Domnului”                            | sat Stolniceni-Prăjescu; comuna Stolniceni-Prăjescu | În cimitir, cart. Purcilești                                                                               | sec. XVIII                                   | Alte imagini          | Raportează eroare |
| IS-II-m-B-04250 (RAN: 99174.03)      | Biserica de lemn „Sf. Gheorghe”                                        | sat Stolniceni-Prăjescu; comuna Stolniceni-Prăjescu | | 1810                                         | Încarcă foto \| video | Raportează eroare |
| IS-II-a-A-04251                      | Ansamblul bisericii „Sf. Voievozi”                                     | sat Stroești; comuna Todirești                      | | 1500-1550                                    | Încarcă foto \| video | Raportează eroare |
| IS-II-m-A-04251.01                   | Biserica „Sf. Voievozi”                                                | sat Stroești; comuna Todirești                      | | 1500-1550                                    | Încarcă foto \| video | Raportează eroare |
| IS-II-m-A-04251.02                   | Turn de intrare                                                        | sat Stroești; comuna Todirești                      | | 1500-1550                                    | Încarcă foto \| video | Raportează eroare |
| IS-II-m-A-04251.03                   | Zid de incintă                                                         | sat Stroești; comuna Todirești                      | | 1500-1550                                    | Încarcă foto \| video | Raportează eroare |
| IS-II-m-B-04252 (RAN: 99469.01)      | Biserica de lemn „Sf. Voievozi”                                        | sat Suhuleț; comuna Tansa                           | | 1780                                         | Încarcă foto \| video | Raportează eroare |
| IS-III-m-B-04326                     | Monumentul Eroilor din primul război mondial                           | sat Scheia; comuna Alexandru I. Cuza                | În cimitir                                                                                                 | înc. sec. XX                                 | Încarcă foto \| video | Raportează eroare |